# Grande Caribe
Die Grande Caribe ist ein kleines Kreuzfahrtschiff der US-amerikanischen Reederei Blount Small Ship Adventures, das hauptsächlich im küstennahen Bereich eingesetzt wird. Das Schiff entstand Mitte der 1990er-Jahre nach einer Idee des Schiffbauers und Reeders Luther Blount (1916–2006) auf dessen eigener Werft in Warren (Rhode Island) und wurde 1997 in Dienst gestellt. 2009 erfolgte eine umfangreiche Renovierung.
Die Besonderheiten der Grande Caribe sind der extrem geringe Tiefgang, die niedrigen Aufbauten mit absenkbarem Ruderhaus und die schmale, in die Rumpfkontur integrierte und absenkbare Bugrampe, über die Passagiere auch in Strandnähe oder an Flussufern das Schiff betreten und verlassen können. Etwa die Hälfte der 48 vergleichsweise kleinen Kabinen befinden sich auf zwei Decks innerhalb der Rumpfkontur, die übrigen Kabinen sind in den flachen Aufbauten untergebracht. Des Weiteren verfügt das Schiff über ein Restaurant und eine Lounge.
Der Antrieb erfolgt mit zwei 12-Zylinder-Dieselmotoren des Typs Caterpillar 3412D über Getriebe auf zwei Propeller.
Die Grande Caribe wird für Reisen in den küstennahen Gewässern Neuenglands, der US-amerikanischen Ostküste und Mittelamerikas eingesetzt. Die Bauweise des Schiffes ermöglicht auch das Befahren von Flüssen, Kanälen und Küstenwasserstraßen wie dem Atlantic Intracoastal Waterway.